# Norges-la-Ville
Norges-la-Ville település Franciaországban, Côte-d’Or megyében. Lakosainak száma 946 fő (2022. január 1.). Norges-la-Ville Marsannay-le-Bois, Bellefond, Asnières-lès-Dijon, Savigny-le-Sec, Bretigny, Clénay és Messigny-et-Vantoux községekkel határos.

## Népesség
A település népességének változása:
| Lakosok száma | 224  | 554  | 605  | 918  | 893  | 940  | 949  | 948  | 948  | 946  |
|               | 1968 | 1982 | 1990 | 2006 | 2013 | 2015 | 2017 | 2019 | 2020 | 2022 |